# Église protestante unie de France
De Église protestante unie de France (Verenigde Protestantse Kerk van Frankrijk, afgekort EPUF) is het grootste protestantse kerkgenootschap in Frankrijk. Het is voortgekomen uit een fusie van twee protestantse kerken in 2013: de gereformeerde Église Réformée de France (ERF) en de lutherse Église évangélique luthérienne de France (EELF). Tegenwoordig is het met zo'n 400.000 leden (waarvan 250.000 actief) verspreid over 456 gemeenten de voornaamste protestantse kerk in Frankrijk.

## Geschiedenis

### Église Réformée de France
Na de officiële scheiding van kerk en staat in 1905 kende Frankrijk vier landelijke gereformeerde kerkgenootschappen. Onder leiding van ds. Marc Boegner begonnen in de jaren dertig van de twintigste eeuw gesprekken over nadere samenwerking. Dit mondde uit in een fusie tijdens de Synode van 1938 in Lyon. De kerken die fuseerden, waren:
- een meerderheid van de Églises Réformées Évangéliques
- de volledige Églises Réformées
- een minderheid van Églises Évangéliques libres
- een meerderheid van de Église méthodiste

De kerken van de Églises Réformées Évangéliques die niet meegingen in de fusie vormden een nieuw kerkverband (EREI met 'i' voor indépendantes, tegenwoordig UNEPREF). De Églises Évangéliques libres (UEEL) bleven voortbestaan onder de huidige naam.

### Église évangélique luthérienne de France
De Église évangélique luthérienne de France is van oudsher geconcentreerd rond Parijs en Montbéliard. De Lutherse kerk in Parijs kwam voort uit Lutherse immigranten in de hoofdstad (voornamelijk vanuit Zweden en Duitsland).

### Fusie van 2013
De ERF en EELF werkten sinds 1969 al samen via de Communion protestante luthéro-réformée (de vereniging van luthers-gereformeerde protestanten). In 2007 is een samenvoegingsproces begonnen dat in 2013 tot een volledige fusie heeft geleid.

## Dogmatiek
In 1872-1873 hield de gereformeerde kerk in Frankrijk voor het eerst in 213 jaar weer een generale synode. Tijdens deze synode werd een nieuwe geloofsbelijdenis geschreven, die iets minder strikt calvinistisch is dan de voorgaande statuten. In 1936 (in aanloop naar de fusie van 1938) is een nieuwe geloofsbelijdenis geschreven die meer vrijheid bood voor pluralisme in de kerk: lutheranisme, methodisme, piëtisme en vrijzinnigheid. Deze geloofsbelijdenis van 1936 is tot op heden het bindend element van de Église Réformée de France (alle voorgangers en leden belijden deze verklaring).
In de kerk staan de geestelijke ambten, zoals dat van dominee, open voor zowel mannen als vrouwen.
Sinds mei 2015 is het huwelijk tussen paren van hetzelfde geslacht kerkordelijk geoorloofd.

## Organisatorische structuur

### Geografische verdeling in regio's
- Nord-Normandie
- Cévennes Languedoc Roussillon
- Centre-Alpes-Rhône
- Est-Montbéliard
- Ouest
- Provence-Alpes-Corse-Côte-d’Azur
- Région parisienne réformée
- Inspection luthérienne de Paris
- Sud-Ouest

### Personele organisatie
De EPUF heeft een 'presbyteriaanse' structuur: één keer per jaar komen afgevaardigden (50% dominees, 50% leken) van de tien regionale synodes bij elkaar voor de generale synode. Zij verkiezen ook de voorzitter voor een periode van drie jaar. In 2010 is ds. Laurent Schlumberger tot nieuwe voorzitter van de ERF verkozen.
Dominees en ander personeel worden opgeleid aan het Institut Protestant de Théologie. Dit instituut is vertegenwoordigd in de protestants-theologische faculteiten van Parijs en Montpellier.
Het logo van de Église protestante unie de France is een variatie op het Hugenoten-kruis (zie bovenaan deze pagina), een welbekend symbool voor protestantisme in Frankrijk.

### Samenwerking
De EPUF werkt op nationaal en internationaal niveau samen met andere andere kerken. In Frankrijk is of was het lid van:
- Fédération protestante de France[8] (vereniging van alle protestantse kerken in Frankrijk)
- Communion protestante luthéro-réformée[9] (vereniging van Lutherse en gereformeerde kerken in Frankrijk, voorafgaand aan de fusie)
- Défap - Service protestant de mission[10] (een protestantse zendingsorganisatie)

Internationaal participeert EPUF in:
- World Communion of Reformed Churches
- Communauté d'Églises en mission (Cevaa)[11] (een zendingsorganisatie)

## Situatie Elzas-Lotharingen
Vanwege de unieke geschiedenis van Elzas-Lotharingen hebben protestantse kerken daar nooit behoord tot een van de landelijke kerkverbanden. In plaats daarvan hebben zij lokale kerkverbanden gevormd die zusterrelaties onderhielden met de Franse kerken. De zusterkerken van ERF (l'Église réformée d'Alsace et de Lorraine, ÉRAL) en de EELF (l'Église de la Confession d'Augsbourg d'Alsace et de Lorraine, ÉCAAL) zijn in 2006 al gefuseerd tot de Protestantse Kerk van Elzas-Lotharingen (L'Union des Églises protestantes d'Alsace et de Lorraine, UEPAL).